# Fiorenzo Angelini
Fiorenzo Angelini (ur. 1 sierpnia 1916 w Rzymie, zm. 22 listopada 2014 tamże) – włoski duchowny katolicki, wysoki urzędnik Kurii Rzymskiej, kardynał.
Studiował na kilku uczelniach rzymskich, w Papieskim Niższym Seminarium Duchownym, na Papieskim Uniwersytecie Laterańskim i Papieskim Wydziale Teologicznym Marianum; przyjął święcenia kapłańskie 3 lutego 1940. Do 1956 pracował jako duszpasterz w Rzymie, w latach 1945–1959 pełnił funkcję narodowego asystenta kościelnego Akcji Katolickiej Mężczyzn, a 1947–1954 Mistrza Ceremonii Papieskich.
27 czerwca 1956 został mianowany biskupem tytularnym Messene i komendatariuszem Santo Spirito; odebrał sakrę biskupią 29 lipca 1956 z rąk kardynała Giuseppe Pizzardo, sekretarza Świętego Oficjum. W 1959 był jednym z założycieli i narodowym asystentem kościelnym Stowarzyszenia Włoskich Lekarzy Katolickich. Brał udział w obradach Soboru Watykańskiego II. W latach 1967–1985 pełnił funkcję delegata wikariusza Rzymu ds. szpitali, a od stycznia 1977 był jednym z biskupów pomocniczych Rzymu. 16 lutego 1985 został promowany na arcybiskupa tytularnego oraz mianowany proprezydentem Papieskiej Komisji ds. Opieki Duszpasterskiej Służby Zdrowia. Brał udział w sesjach Światowego Synodu Biskupów w Watykanie.
Od 1 marca 1989 był pełnoprawnym prezydentem Papieskiej Komisji, a w czerwcu 1991 Jan Paweł II wyniósł go do godności kardynalskiej, z nadaniem diakonii S. Spirito in Sassia. Wielokrotnie reprezentował papieża w charakterze specjalnego wysłannika na uroczystościach religijnych i okolicznościowych, m.in. na Światowych Dniach Chorego (1996 w mieście Meksyk, 1997 w Fátimie, 1999 w Harissie, Liban). Był także w Łodzi na uroczystościach w Wojskowej Akademii Medycznej w czerwcu 1992. W październiku 1996 kardynał Angelini został zwolniony z obowiązków prezydenta Papieskiej Komisji ds. Opieki Duszpasterskiej Pracowników Służby Zdrowia ze względu na podeszły wiek; kilka miesięcy wcześniej ukończył 80 lat i utracił tym samym prawo udziału w konklawe.
W lutym 2002 został promowany do rangi kardynała prezbitera, zachował diakonię S. Spirito in Sassio w charakterze tytułu prezbiterskiego na zasadzie pro hac vice.